# Sun Mengya
Sun Mengya (n. 3 mai 2001, Tai'erzhuang District⁠(d), Shandong, Republica Populară Chineză) este o canoistă ce a reprezentat Republica Populară Chineză, medaliată olimpică. A participat la 2 ediții ale Jocurilor Olimpice (2020, 2024) în care a câștigat o medalie de aur.